# Theodor Kretschmer
Pour les articles homonymes, voir Kretschmer.
Theodor Kretschmer (né le 26 novembre 1901 à Burghaun et mort le 5 décembre 1986 à Schlitz) est un Generalmajor allemand qui a servi au sein de la Heer (armée de Terre) dans la Wehrmacht pendant la Seconde Guerre mondiale.
Il a été récipiendaire de la Croix de chevalier de la Croix de fer. Cette décoration est attribuée pour récompenser un acte d'une extrême bravoure sur le champ de bataille ou un commandement militaire avec succès.

## Biographie
Theodor Kretschmer est capturé par les troupes soviétiques en mai 1945 et reste en captivité jusqu'en 1955.

## Promotions
| Fähnrich       | 1923              |
| Oberfähnrich   | 1924              |
| Leutnant       | 1er décembre 1924 |
| Oberleutnant   | 1er avril 1928    |
| Hauptmann      | 1er août 1934     |
| Major          | 1er avril 1939    |
| Oberstleutnant | 1er avril 1941    |
| Oberst         | 1er octobre 1942  |
| Generalmajor   | 1er avril 1945    |

## Décorations
- Médaille de l'Anschluss
- Médaille des Sudètes avec barrette du château de Prague
- Ordre du sang
- Croix de fer (1939)
  - 2e Classe
  - 1re Classe
- Médaille de service de la Wehrmacht 4e à 2e Classe
- Agrafe de la liste d'honneur (5 mars 1945)
- Croix allemande en Or (3 octobre 1942)
- Croix de chevalier de la Croix de fer
  - Croix de chevalier le 8 mars 1945 en tant que Oberst et commandant de la 17. Panzer-Division[1]